# 9009 Тірсо
9009 Тірсо (9009 Tirso) — астероїд головного поясу, відкритий 23 квітня 1984 року.
Тіссеранів параметр щодо Юпітера — 3,602.